# Strijkkwartet nr. 3 (Holmboe)
Vagn Holmboe voltooide zijn Strijkkwartet nr. 3 in 1949. 
Volgens zijn werkenlijst op opusnummer kwam dit strijkkwartet direct na Strijkkwartet nr. 1  (opus 46) en Strijkkwartet nr. 2 (opus 47); bij de inventarisatie van al zijn werken bleken er nog werken tussen te zitten zoals een Cantate nr. 7.
Het werk is opgedragen aan het Koppel Kwartet, Else Marie Bruun en Andreas Thyregod (viool), Julius Koppel (altviool) en Jarl Hansen (cello). Het bestaat uit vijf delen in de variatie langzaam-snel-langzaam-snel-langzaam. Het werk begint met een dalende Majeur septiemakkoord en een stijgende none akkoord in lento, gevolgd door muziek met invloeden van die van Bela Bartók. Het tweede deel gaat in het rappe Allegro assai e leggiero en doet denken aan de strijkkwartetten van Joseph Haydn. Belangrijkste instrument in deel 3 (Andante quasi giacona) is de altviool die een chaconne inzet. Deel 4 (Allegro decido) is qua opzet te vergelijken met deel 2; deel 5 (finale in lento) verwijst weer naar deel 1.
Bij de uitgave voor Dacapo Records in 1992 werd vermeld dat de strijkkwartetten na die van Carl Nielsen gezien werden als belangrijke strijkkwartetten binnen de Deense klassieke muziek. Desalniettemin bleven die opnemen zeker tot 2020 de enige opnamen. Gramophone raadde de uitgave aan bij liefhebbers van noordse muziek en hoorde klanken vergelijkbaar met Dmitri Sjostakovitsj en Robert Simpson. 
Strijkkwartet nr. 1 · Strijkkwartet nr. 2 · Strijkkwartet nr. 3 · Strijkkwartet nr. 4 · Strijkkwartet nr. 5 · Strijkkwartet nr. 6 · Strijkkwartet nr. 7 · Strijkkwartet nr. 8 · Strijkkwartet nr. 9 · Strijkkwartet nr. 10 · Strijkkwartet nr. 11 · Strijkkwartet nr. 12 · Strijkkwartet nr. 13 · Strijkkwartet nr. 14 · Strijkkwartet nr. 15 · Strijkkwartet nr. 16 · Strijkkwartet nr. 17 · Strijkkwartet nr. 18 · Strijkkwartet nr. 19 · Strijkkwartet nr. 20
Ongenummerd: Sværm · Quartetto sereno